# L'Éducation de Rita
Pour plus de détails, voir Fiche technique et Distribution.
L'Éducation de Rita (Educating Rita) est un film britannique réalisé par Lewis Gilbert, sorti en 1983, d'après une 
pièce de théâtre de Willy Russell. Les rôles principaux sont interprétés par Julie Walters, Michael Caine et Maureen Lipman.

## Synopsis
Rita, une fille d'origine prolétaire, veut « s'améliorer » par l'étude de la littérature en s'inscrivant en cours de soir. Son professeur, alcoolique, exprime des doutes quant à ses capacités de réussir dans le milieu universitaire.

## Fiche technique
- Titre : L'Éducation de Rita
- Titre original : Educating Rita
- Réalisation : Lewis Gilbert
- Scénario : Willy Russell
- Production : William P. Cartlidge, Lewis Gilbert et Herbert L. Oakes
- Musique : David Hentschel
- Photographie : Frank Watts
- Montage : Garth Craven
- Décors : Josie MacAvin
- Costumes : Candy Paterson
- Pays d'origine : Royaume-Uni
- Format : Couleurs
- Genre : Comédie dramatique
- Durée : 110 minutes
- Date de sortie : 1983

## Distribution
- Michael Caine (VF : Francis Lax) : Dr. Frank Bryant
- Julie Walters : Rita, Susan
- Michael Williams : Brian
- Maureen Lipman : Trish
- Jeananne Crowley : Julia
- Malcolm Douglas : Denny
- Godfrey Quigley : Le père de Rita
- Dearbhla Molloy : Elaine

## Autour du film
- À l'origine, la pièce était jouée par seulement deux acteurs et se déroule uniquement dans le bureau de Frank.
- Le film fut largement tourné dans Trinity College à Dublin, Irlande.

## Récompenses et distinctions
- BAFTA du meilleur film
- Golden Globe Award : Meilleur acteur dans un film musical ou une comédie pour Michael Caine
- Golden Globe Award : Meilleure actrice dans un film musical ou une comédie pour Julie Walters